# Chibi (China)
Chibi is een stad in de provincie Hubei in China. De stad ligt in het oosten van de provincie en heeft meer dan 500.000 inwoners. Chibi behoort tot de stadsprefectuur Xianning.
De stad was in 208 het slagveld van de slag bij de Rode Muur.
Chibi werd in januari 2020 door de Chinese autoriteiten onder quarantaine gesteld vanwege de uitbraak van het coronavirus.